# 天使は奇跡を希う
『天使は奇跡を希う』（てんしはきせきをこいねがう）は七月隆文の小説。2016年に文藝春秋より文春文庫として出版された。

## 概要
アニメ化も果たした『俺がお嬢様学校に「庶民サンプル」として拉致られた件』の七月隆文と、アニメ『あの日見た花の名前を僕達はまだ知らない。』やアニメ映画『君の名は。』のキャラクターデザインを務めた田中将賀との初タッグ作品。
瀬戸内海にほど近い町、今治の高校に通う良史(よしふみ)のクラスにある日、本物の天使が転校してきた。しかし、クラスの人には天使の羽などが見えなく普通の女の子に見えている。正体を知った良史は転校生(優花)が再び天国に帰れるよう協力することに！？幼馴染の成美と健吾も加わり、4人は絆を深めていく。